# Metabiantes obscurus
Metabiantes obscurus is een hooiwagen uit de familie Biantidae.